# 十和田郵便局
十和田郵便局（とわだゆうびんきょく）は青森県十和田市にある郵便局である。民営化以前の分類では集配普通郵便局であった。

## 概要
住所：〒034-8799 青森県十和田市西二番町3-4

## 沿革
- 1874年（明治7年）12月16日 - 三本木（さんぼんぎ）郵便役所として開所。同日から郵便業務開始。当時の住所は、大字三本木178番戸[1]。
- 1875年（明治8年）2月1日 - 三本木郵便局（五等）として開設[2]。
- 1885年（明治18年）6月25日 - 貯金取扱を開始。
- 1890年（明治23年）4月1日 - 為替取扱を開始。
- 1897年（明治30年）1月16日 - 三本木郵便電信局となる。
- 1903年（明治36年）4月1日 - 通信官署官制の施行に伴い三本木郵便局となる。
- 1950年（昭和25年）11月16日 - 電気通信業務を、新設の三本木電報電話局に移管[3]。
- 1956年（昭和31年）9月1日 - 電話通話および和文電報受付事務の取扱を開始。
- 1960年（昭和35年）11月1日 - 特定郵便局から普通郵便局に局種別改定[4]。藤坂郵便局から集配業務を移管[5]。
- 1964年（昭和39年）7月1日 - 十和田郵便局に改称[6]。
- 1968年（昭和43年）8月15日 - 電話通話事務および和文電報受付事務を廃止[7]。
- 1977年（昭和52年）2月 - 局舎新築落成。
- 1991年（平成3年）10月1日 - 外国通貨の両替および旅行小切手の売買に関する業務取扱を開始。
- 2007年（平成19年）10月1日 - 民営化に伴い、併設された郵便事業十和田支店に一部業務を移管。
- 2012年（平成24年）10月1日 - 日本郵便株式会社の発足に伴い、郵便事業十和田支店を十和田郵便局に統合。
- 2024年（令和6年）2月19日 - 四和郵便局から集配業務を移管[8]。

## 取扱内容
- 郵便、印紙、ゆうパック、内容証明
- 貯金、為替、振替、振込、国際送金、国債、投資信託
- 生命保険、バイク自賠責保険、自動車保険
- ゆうちょ銀行ATM
- 十和田市内の中央部（〒034-00xx）および南部（〒034-02xx）地域の集配業務[9]
- ゆうゆう窓口

## 周辺
- 十和田消防署
- 十和田市民文化センター
- 十和田市民体育館
- 十和田市総合体育センター
- 十和田市役所
- 十和田市民図書館
- 十和田市立中央病院
- 十和田市現代美術館
- 中央公園
- 国道102号

## アクセス
- 十和田観光電鉄バス、南部バス 官庁街通り停留所下車、徒歩約3分
- 第二みちのく有料道路 三沢十和田下田ICから西へ約14km
- 駐車場あり：19台